# Daruma Iwa
Daruma Iwa är en kulle i Antarktis. Den ligger i Östantarktis. Norge gör anspråk på området. Toppen på Daruma Iwa är 83 meter över havet.
Terrängen runt Daruma Iwa är kuperad åt sydost, men norrut är den platt. Havet är nära Daruma Iwa åt nordväst. Trakten är obefolkad. Det finns inga samhällen i närheten. 